# Hiroto Morooka
Hiroto Morooka (japanisch 諸岡 裕人 Morooka Hiroto; * 4. Januar 1997 in der Präfektur Tokio) ist ein japanischer Fußballspieler.

## Karriere
Morooka erlernte das Fußballspielen in der Schulmannschaft der Shochi Fukaya High School und der Universitätsmannschaft der Kokushikan-Universität. Seinen ersten Vertrag unterschrieb er 2019 beim Fukushima United FC. Der Verein aus Fukushima spielte in der dritten japanischen Liga, der J3 League. Für Fukushima bestritt er 87 Drittligaspiele. Im Januar 2023 unterschrieb er einen Vertrag beim Zweitligisten Blaublitz Akita.